# Studentenprotesten in Chili in 2011

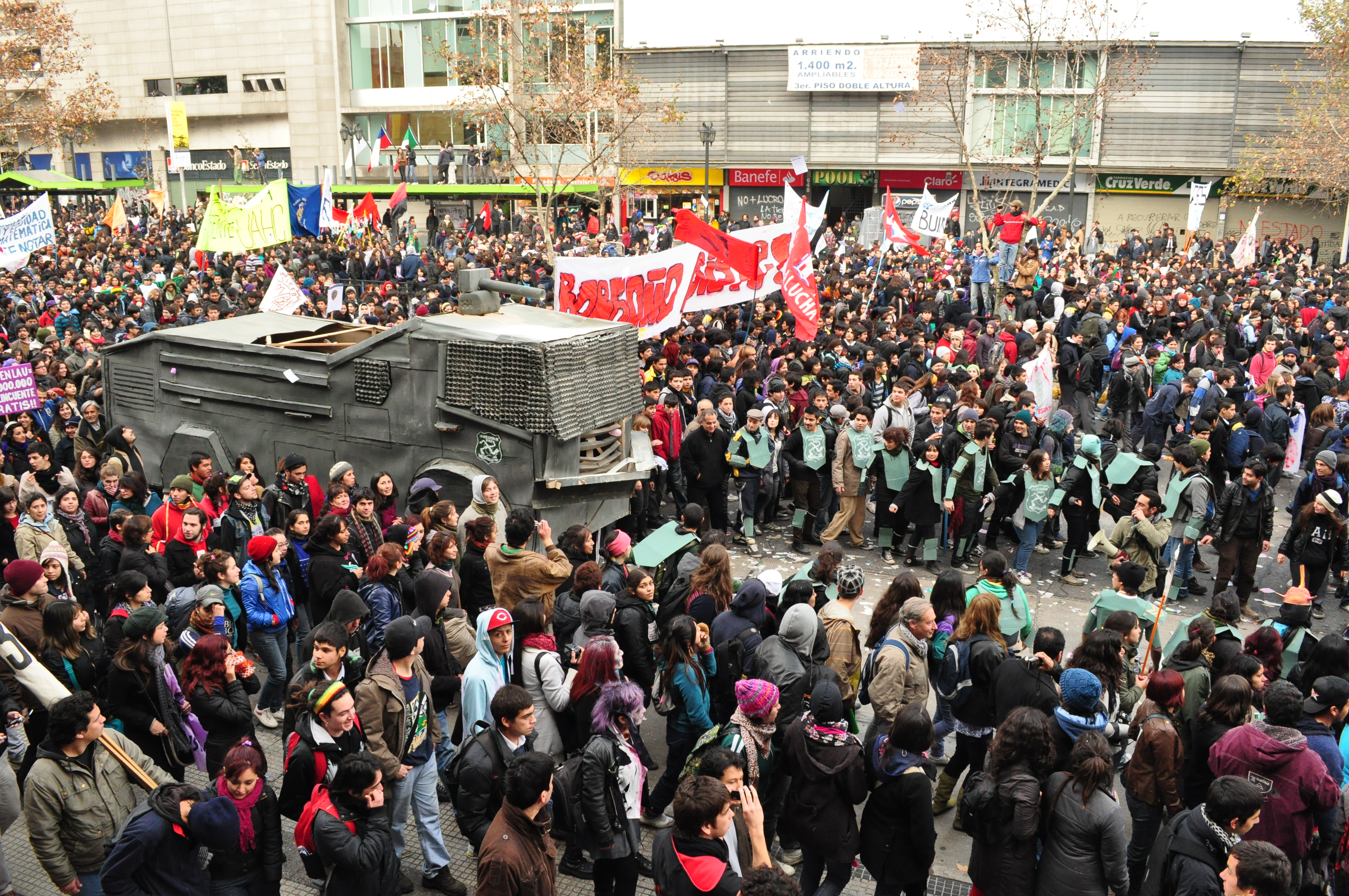
Studentenprotest in Chili 2011

De studentenprotesten in 2011 in Chili waren een reeks van studentenprotesten in meerdere plaatsen in Chili. De betogers eisten een hervorming van het onderwijs, meer staatssteun voor het secundair onderwijs en de aanpak van misbruiken in het hoger onderwijs. Slechts 45% van de hogeschoolstudenten in Chili gaan naar publieke scholen, en de meeste universiteiten zijn ook privé.
De eerste reactie van de regering was een voorstel voor een nieuw onderwijsfonds en een herschikking waarbij de minister van Onderwijs Joaquín Lavín vervangen werd door Felipe Bulnes. Dit was niet genoeg om het ongenoegen van de studenten te minderen, ook omdat president Sebastián Piñera volhield dat onderwijs een "consumptieartikel" is en dat "winst (in het onderwijs) een compensatie is voor hard werk". Het tweede voorstel van de regering op 1 augustus 2011 kwam meer tegemoet aan de eisen van de studenten, maar werd toch verworpen. De protesten bleven aanhouden.
Door de studentenprotesten daalde de populariteit van Piñera sterk in de peilingen, tot slechts 26% en 30% in augustus 2011. Een peiling in augustus gaf aan dat 72% tot 81% van de Chilenen de studentenbeweging steunde. De beweging leidde tot het aftreden van de Minister van Onderwijs Felipe Bulnes in december 2011. Vier studentenleiders werden in 2013 in de Kamer van Afgevaardigden verkozen. De onderwijshervormingen bleven een centraal thema in de Chileense politiek.